# Château de Baumefort
Le château de Baumefort est un château situé sur la commune de Saint-Alban-Auriolles dans le département de l'Ardèche.

## Historique
Le donjon et ses fortifications en totalité, le château du XVIIIe siècle pour ses façades et toitures ainsi que son salon décoré de toiles peintes, la cour intérieure avec la grotte, la clôture et tous les éléments maçonnés et ses fortifications, y compris le petit bâtiment au sud et l'orangerie font l’objet d’une inscription au titre des monuments historiques depuis le 2 juin 2009.